# Custodia de la catedral de Segovia

Custodia procesional de la catedral de Segovia.

La custodia procesional de la catedral de Santa María de Segovia es un templete de orfebrería construido para servir de asiento al Santísimo Sacramento cuando es procesionado en las funciones solemnes de la liturgia catedralicia, siendo la principal de ellas la procesión del Corpus Christi.
Es obra del platero Rafael González Sobera, quien la realizara entre 1653 y 1657. Se conserva en el museo catedralicio, y en sus salidas es portada sobre un carro dorado de mediados del siglo XVIII.
Cincelada en plata, tiene dos cuerpos, una cúpula, y relieves repujados. Llama la atención su forma ochavada, con una disposición octogonal con sus cuatro frentes principales más desarrollados, destacando entre los oblicuos menores que funcionan como chaflanes de una estructura cuadrada. 